# Joseph Bach
Joseph Bach MSC (ur. 1 września 1872 w Urmatt, zm. 22 maja 1943) – francuski duchowny rzymskokatolicki, misjonarz Najświętszego Serca Jezusowego, biskup,
wikariusz apostolski Wysp Gilberta.

## Biografia
Joseph Bach urodził się 1 września 1872 w Urmatt w Alzacji, w Niemczech. 30 maja 1896 otrzymał święcenia prezbiteriatu i został kapłanem Misjonarzy Najświętszego Serca Jezusowego.
26 stycznia 1927 papież Pius XI mianował go wikariuszem apostolskim Wysp Gilberta oraz biskupem tytularnym Erizy. 29 maja 1927 przyjął sakrę biskupią z rąk delegata apostolskiego Australazji abpa Bartolomeo Cattaneo. Współkonsekratorami byli koadiutor arcybiskupa Sydney Michael Sheehan oraz biskup Wagga Wagga Joseph Wilfred Dwyer.
27 grudnia 1933 zrezygnował z wikariatu. Zmarł 22 maja 1943.